# ГЕС Фундан
ГЕС Фундан (порт. Usina Hidrelétrica de Fundão) — гідроелектростанція на південному сході Бразилії у штаті Парана. Знаходячись між ГЕС Санта-Клара (вище по течії) та малою ГЕС Derivação do Rio Jordão (6,5 МВт, працює при споруді, що забезпечує деривацію до водосховища ГЕС Ney Aminthas de Barros Braga), входить до складу каскаду на Rio Jordão, що впадає справа у Іґуасу (ліва притока другої за довжиною річки Південної Америки Парани).
У межах проекту річку перекрили греблею з ущільненого котком бетону висотою 42,5 метра та довжиною 446 метрів, котра потребувала 200 тис. м3 матеріалу. Вона утримує водосховище з площею поверхні 2,1 км2, рівень води в якому в операційному режимі змінюється незначно — між позначками 705 і 705,5 метра НРМ, проте в разі повені може сягати 711 метрів НРМ.
Зі сховища ресурс подається до машинного залу через прокладений у правобережному масиві дериваційний тунель довжиною 3,7 км з перетином 11,6 × 8,2 метра. Після балансувального резервуара відкритого типу він переходить у дві напірні шахти висотою 72 метри та діаметром по 5 метрів, за якими слідують короткі горизонтальні ділянки того ж діаметру довжиною приблизно 0,2 км.
Машинний зал обладнали чотирма турбінами типу Френсіс потужністю по 61 МВт, що при напорі 92 метри забезпечують виробітку 576 млн кВт·год електроенергії на рік.
Крім того, на ресурсі, що випускають із греблі для підтримки природної течії річки, працює мала ГЕС Fundão потужністю 2,5 МВт, яка виробляє 18 млн кВт·год на рік.
Видача продукції відбувається по ЛЕП, розрахованій на роботу під напругою 138 кВ.